# Compromís de Missouri

Mapa que representa les condicions del compromís de Missouri.

El compromís de Missouri, també conegut com el compromís de 1820, fou un acord pres l'any 1820 entre els representants dels estats esclavistes i abolicionistes al Congrés dels Estats Units amb relació a la regulació de l'esclavitud en els territoris occidentals, que eventualment havien de convertir-se en estats, per tal de mantenir l'equilibri de poders entre aquestes dues forces antagonistes.
L'acord suposà la incorporació dels estats de Missouri (esclavista) al mateix temps del de Maine (abolicionista), que fins aleshores depenia de l'estat de Massachusetts. També s'acordà l'establiment d'una línia divisòria definida pel paral·lel 36° 30′ com a límit entre ambdues forces en el futur.
El compromís no fou sempre respectat en la creació de nous estats degut a l'aplicació del principi de la sobirania popular, mitjançant el qual els seus habitants o representants polítics podien decidir les seves pròpies lleis respecte a l'esclavitud. L'acord no fou més que una solució temporal que no resolgué el problema de la tensió latent entre els dos bàndols i que acabaria propiciant la Guerra Civil l'any 1861.

## Vegeu també

Animació que mostra els estats lliures i esclavistes entre el 1789 i el 1861